# Решетняк, Сергей Владимирович
Сергей Владимирович Решетняк (укр. Сергій Володимирович Решетняк; род. 13 марта 1976, Севастополь) — украинский футболист, полузащитник.

## Биография
Занимался футболом у Николая Савельича Ильина в севастопольской СДЮСШОР, вместе с такими футболистами как Александр Калякин, Александр Олейник, Александр Сугак и Анатолий Скворцов.
В сезоне 1995/96 дебютировал во Второй лиге Украины за севастопольскую «Чайку» и стал игроком основного состава. После, являлся игроком симферопольской «Таврии». В чемпионате Украины сыграл всего в одной игре, 7 сентября 1996 года против иванофранковского «Прикарпатья» (2:0). Главный тренер Сергей Шевченко выпустил Решетняка в конце игры вместо Сергея Буд-Гусаима. Остаток 1996 года провёл в сакском «Динамо». Зимой 1998 года присоединился к севастопольскому «Черноморцу», где играл на протяжении двух лет во Второй лиге.